# Gianluca Grava
Gianluca Grava (ur. 7 marca 1977 w Casercie) – włoski piłkarz występujący na pozycji obrońcy.
W barwach SSC Napoli rozegrał 70 spotkań w Serie A. W rozgrywkach tych zadebiutował 2 września 2007 w wygranym 5:0 meczu z Udinese Calcio.